# Neosticta silvarum
Neosticta silvarum är en trollsländeart som först beskrevs av Sjöstedt 1917.  Neosticta silvarum ingår i släktet Neosticta och familjen Isostictidae. Inga underarter finns listade i Catalogue of Life.